# الناصر قلج ارسلان
الناصر قلج ارسلان (انگلیسی: Nasir Kilij-Arslan; unknown – 1229)، امیر ایوبی حمات از سال ۱۲۲۱ تا ۱۲۲۹ میلادی بود. 